# Spalgis pilos
Spalgis pilos är en fjärilsart som beskrevs av Druce 1890. Spalgis pilos ingår i släktet Spalgis och familjen juvelvingar. Inga underarter finns listade i Catalogue of Life.